# 渡マリア
渡 マリア（わたり マリア、1955年（昭和30年）11月18日 - 、英語表記：Watari Maria、他名称：シュマーラ、シューマーラ、シルマーラ、英語表記：Silmara）とは、ブラジル出身であり、ブラジルと日本の栃木県芳賀郡益子町で作陶活動を行っている陶芸家である。
日本における南米系労働者問題にも取り組んだ日系ブラジル人2世であり医師であった渡徹と結婚した後に来日し、日本で陶芸と民藝と益子焼の素晴らしさに魅せられ日本の栃木県芳賀郡益子町で修行を積み、現在はブラジルと日本の益子町を行き来しながら「陶芸の素晴らしさ」を広め伝えている。

## 来歴
1955年（昭和30年）11月18日、ブラジル・サンタカタリーナ州サン・フランシスコ・ド・スルに生まれる。
高校を出た後はブラジル・サンパウロでファッションモデルとしてテレビや雑誌で活動していた。
19歳の時に友人から同い年の日系2世ブラジル人の小児科医であった渡徹を紹介され結婚。そして夫・徹が東京大学医学部の研究生となり留学することになったため、1982年（昭和57年）10月に夫に先駆けて初めて来日。3年間アルバイトをしながら東京で暮らしたという。
陶芸にはブラジルにいた頃から興味を持ち陶芸を学んでいたが、日本で更に陶芸の素晴らしさに目覚め、東京で陶芸クラブ「東京パークサイド陶芸倶楽部」に入り陶芸を学んでいた。そして「民藝」と「益子焼の素朴さと力強さ」に惹かれ、1984年（昭和59年）から栃木県益子町で、益子に在住していたポルトガル人陶芸家のジョゼ・ファロンバに師事した。そして1986年（昭和61年）3月から一軒家を借りて益子町に住むようになり、益子町の民芸陶芸家であった須藤武雄に師事した
その後、1987年（昭和62年）に「栃木県窯業指導所（現・「栃木県産業技術センター 窯業技術支援センター」）に入所し「益子焼の伝統的な作陶技術」を学び、1988年（昭和63年）には濱田庄司の次男であり濱田窯2代目であった濱田晋作に師事し、蹴轆轤の技術を磨いた。
1990年（平成2年）5月から東京日本橋の初個展を皮切りに日本各地で個展を開いた。
この時期、夫・徹はブラジルと日本の医師資格を取得し心臓専門の小児科医となり千葉県松戸市や国立小児病院などに臨床医として勤務していたため、普段は家族と共に過ごし、週末に益子に帰り作陶活動を行う生活をしていた。
そして夫・徹はマリア曰わく「自分の利益よりも周りの人たちのために行動する人」であり、臨床医として働きながらも南米系出稼ぎ労働者たちが相談に訪れるたびにそれに応じていた。そして彼らを少しでも支援したいと1990年（平成2年）4月に南米系外国人出稼ぎ労働者を助けるボランティア団体である「ラテンアメリカ系労働者を支援する会」を結成しその代表となり、同年5月、栃木県真岡市で発生した日本での南米系外国人出稼ぎ労働者が関係したトラブルでは、南米系労働者の支援に努めた
。
一方、この年にマリアは、夫・徹や夫の両親や家族、先輩の陶芸家やそして益子町の近所の人たちなどの手を借りながら、益子町では女性で初めて「穴窯」を築窯した。
翌年の1991年（平成3年）、マリアは信楽焼作家である古谷道生の元で穴窯の焼成技術を向上させ、1992年（平成4年）には志野焼と織部焼の名人である熊谷忠夫の元で技術を学んだ。
そして夫・徹が日本外務省と国際協力事業団（JICA）（現：国際協力機構）が協同で実施した、ブラジルの州立大学の小児循環器科設置プロジェクトに参加することになったため、1993年（平成5年）、益子町を離れてブラジルに帰国した。
「ブラジルの子どもたちに陶芸の素晴らしさを伝えたい」との決意通りに。ブラジル・カンピーナスに「Ceramica Anhumas」を設立。カンピーナス州立大学芸術学部客員教授を勤めた。
また「益子町は第2の故郷」と語った通りに、年に一度は益子に戻り、益子の工房と穴窯を維持していった。
そしてブラジル・カンピーナスでも穴窯を築窯した工房にギャラリーを新設し、イベントや展示会を開催し、アーティスト・イン・レジデンス
も行い、世界各国のアーティストたちとの交流を築いていった。
ところが2011年（平成23年）3月11日に発生した東日本大震災で益子町は商品や芸術品などの様々な陶器、そして窯が破壊されてしまう。そしてマリアの益子工房の穴窯も倒壊してしまった。一度は益子を引き払おう、と思い詰めたが、思い直して窯を作り直すことにした。
2019年（令和元年）、「益子への恩返し」と、かつて濱田庄司とバーナード・リーチが親交を深め、日本と英国の間に深い関係を築いたのと同じように、陶芸を通じて日本とブラジルの絆を深めたいとの願いから「益子ブラジルプロジェクト」を発足させた。
そして2020年（令和2年）に行われたマリアのブラジル工房でのアーティスト・イン・レジデンスでは、ブラジルに帰国後、実業家となりブラジルと日本の文化交流を推進にも務めていた夫・徹の支援の元で、「陶芸を通じて益子とブラジルに新たな交流を」と渡マリアの呼び掛けにより大塚一弘代表の「益子陶芸国際交流会」と協力し第1回益子ブラジルプロジェクト」として、益子町の陶芸家であり穴窯焼成の第一人者である小林白兵衛と竹下鹿丸、そして見目陶苑：見目木実を招聘。ブラジルで採掘した原土を用いた作陶作品を穴窯で焼成し。、カンピーナス大学での講義やワークショップ。、そして日本外務省直轄のブラジル展示施設である「ジャパンハウス・サンパウロ」での展示も行った。
同年、益子町に戻り、倒壊していた益子工房の穴窯を新たに築窯し、翌年2021年（令和3年）に初窯を焚いた。
そして同年より「益子焼つかもと」の「ギャラリーつかもと」での個展を再開。そして「益子とブラジルの作陶活動及び陶芸による交流」を進めている。

## 参考資料
- 近藤京嗣『益子の陶芸家』近藤京嗣（自家出版）、1989年11月1日、162,232頁。 NCID BA34162878。国立国会図書館サーチ：R100000136-I1130000798278875648。：「渡 マリア シュマーラ」として記載。
- 光芸出版編集部 編『現代陶芸 茶陶図鑑』株式会社 光芸出版〈204〉、1991年12月25日。ISBN 4769400950。：「渡 マリア シューマーラ」として記載。
- 北辰堂編集部 編『現代陶工事典』株式会社 北辰堂、1998年1月30日、356頁。ISBN 4892872199。
- 北辰堂編集部 編『現代徳利集』株式会社 北辰堂、1998年7月18日、85,157頁。ISBN 4892872237。